# Бурят-монгольский волкодав
Буря́т-монго́льский волкода́в, или хотошо́ (бур. хотошо нохой), — сторожевая порода собак, распространена в Бурятии, Монголии и сопредельных регионах.
Отличаются крепким здоровьем, функциональны по конституции, многогранны в плане применения, универсальны в содержании, неприхотливы. У них устойчивая психика, развитая интуиция и высокая способность к быстрой адаптации в новых условиях.

## История породы
Тот факт, что бурят-монгольский волкодав имеет древнее происхождение, подтверждается результатами изучения останков собак, найденных при раскопках, проводившихся в Иволгинском районе Бурятии (Гуннское городище), на окраине города Улан-Удэ. Учёными[кто?] установлено, что происхождение этих собак намного древнее, чем тибетов, что зарождает[кто?] сомнение в утвердившемся мнении о происхождении многих пород собак только от тибетов.
Ареал этих собак в России — Республика Бурятия (именуемая до 7 июля 1958 года как Бурят-Монгольская АССР); часть Забайкальского края (прилегающая к Монголии и Бурятии); часть Агинского Бурятского Округа; часть Усть-Ордынского Округа; часть Иркутской области; некоторые районы Тувы, Казахстана (район Семипалатинска), Монголии, Китая (район Внутренней Монголии), Тибета.
В труднопроходимых местах Сибири обнаружены анклавы, где в поселениях живут собаки, соответствующие данному описанию.
В Племенную Книгу России собаки занесены в марте 2000 года, имеют клейма и родословные документы, выданные Российской Кинологической Федерацией. Стандарт породы бурят-монгольский волкодав (хотошо) зарегистрирован в РКФ в июле 2006 года.

## Возникновение породы

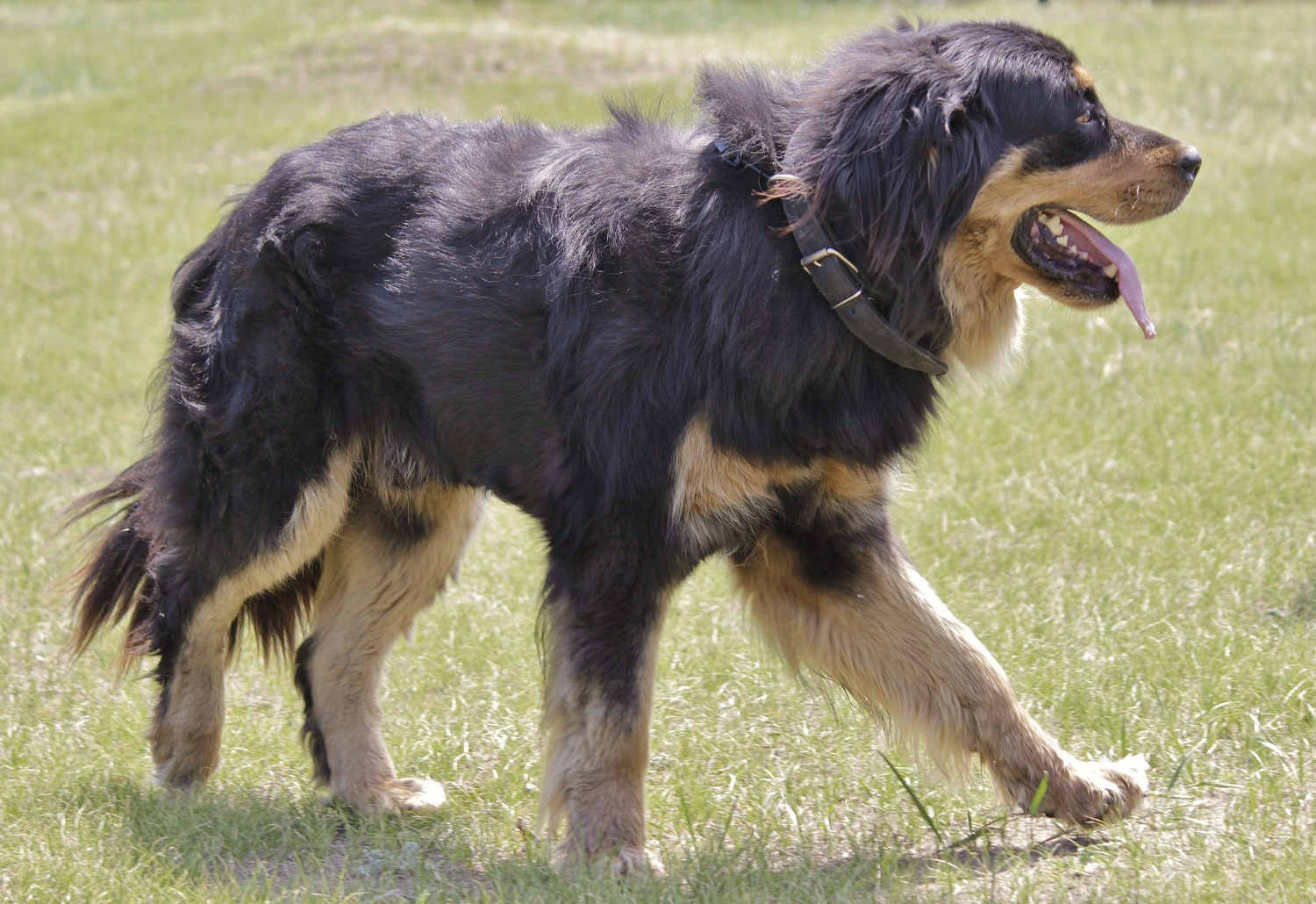
Гуннская собака хотошо

Инициаторами, авторами возрождения этой породы и её объединяющего названия стали кинологи-специалисты по племенному разведению — Терегулова Марика (президент Байкальской кинологической федерации, председатель Республиканского клуба племенного собаководства «Амгалан» РБ, начальник Бурятского республиканского клуба служебного собаководства ДОСААФ) и Батов Николай, руководитель «Клуба отечественных пород собак» при РОКПС «Амгалан».
Ими были организованы и проведены с конца 80-х годов XX столетия экспедиции в Монголию, по Бурятии, по прилегающим к ней округам и областям; изучены данные археологических раскопок, легенд, буддийских документов, на основании чего и был разработан стандарт породы.
В городе Улан-Удэ, в питомнике РКФ «Достояние Республики Бурятия» находится племенное ядро и основатели рода бурят-монголов России. Здесь, а также в Иволгинском дацане (вот уже более пяти лет) Буддийской традиционной Сангхи России (Республика Бурятия, Иволгинский район, с. Верхняя Иволга, дацан) имеется питомник, занимающийся разведением и восстановлением собак породы бурят-монгольский волкодав.

## Название

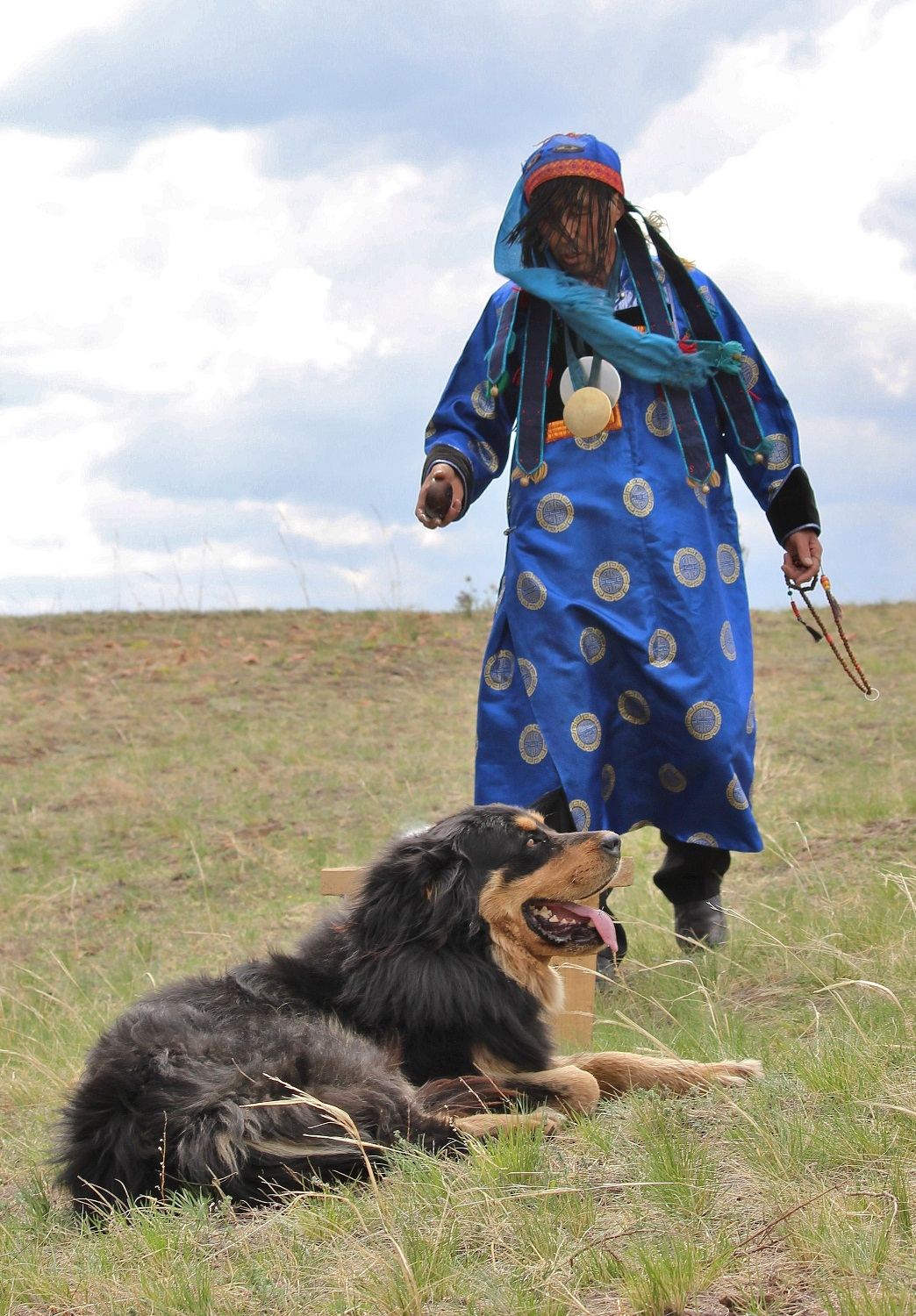
Хотошо на шаманском обряде на горе Тологой, Бурятия

В народе собаки этого типа имеют следующие названия (от самого распространённого к менее):
1. волкодав;
2. тибет (тибетская собака, табет), гартшь;
3. монгольская собака или же местная монгольская собака, монгол;
4. хотошо, хотошо нохой, хорёши — произношение на бурятском языке, или же хоточ нохой, хоточе — произношение приграничных племен северо-восточной Монголии;
5. «дүрбэн нюдэтэй хара нохой» — произношение на бурятском языке, в переводе на русский язык означает — четырёхглазая чёрная собака;
6. банхар, бангхаар, баабгай, бавгай;
7. собака гуннов.

Слово «хотошо» (хоточе) — основное распространённое название собаки на бурятском языке. Означает «дворовый волк» или же «собака двора», «собака, охраняющая подворье».
У западного наречия бурят хото звучит в переводе, как загон (то есть охранник загона).
Слово «банхар» — основное распространённое название собаки на монгольском языке и означает «пухлый», «пушистый», «толстый», «большой», «набитый шерстью».
Слово «гартшь» — в переводе с монгольского означает «ручной», «при руке», «прирученный», «рядом с рукой».
Слово баабгай (созвучное ему баувгай, бавгай и т. п.) — в переводе с бурятского означает медведь.

## Внешний вид
Бурят-монгольский волкодав - большая и крепкая собака, её рост от 60 см у сук и от 68 см у кобелей. У породы сильный половой диморфизм, то есть кобели значительно больше сук. Также, бурят-монгольский волкодав поздно созревает.
Голова объёмная, не грубая, череп широкий и плоский, морда тупая, прямоугольной формы. Нос большой и чёрный. Губы толстые, верхняя губа закрывает нижнюю челюсть. Челюсти широкие, зубы большие, белые, плотно прилегают друг к другу. Глаза средние, расставлены широко, коричневого цвета. Уши средние, треугольные, висящие на хряще,  обильно покрыты шерстью.
Шея у хотошо массивная, холка широкая и выраженная, спина прямая, широкая, сильная и длинная. Грудь глубокая и длинная, широкая, овальная. Хвост высоко посажен, опущен, доходит до скакательного сустава. Ноги прямые и параллельные. Передние лапы крупные и округлые, сводистые, задние лапы длиннее. Могут быть прибылые пальцы. Движения у собаки свободные, размеренные, размашистые. Характерный аллюр - рысь, при ускорении переходящая в галоп.

### Шерсть и окрас
Шерсть у бурят-монгольской собаки двойная с плотным грубым остевым волосом и мягким обильным подшëрстком. Покрывающий волос умеренно развит и образует очëсы за ушами, на задней стороне предплечий и бëдер и подвес на хвосте. У кобелей зимой возможна грива.

#### У породы бывает два типа шерсти
- Длинная - волос на ушах образует бахрому, на шее гриву, на задних лапах очёсы и штаны, а также почве на хвосте.
- Короткая - короткая но густая шерсть, не образует бахрому, очёсы и гриву[2].

#### Окрасы
- Чёрный с отметинами от медного до белого цвета
- Рыжий (от палевого до огненно-красного)
- Чёрный
- Зонарный

Могут быть белые отметины на груди, передних и задних ногах и кончике хвоста.

## Применение или назначение
Издревле применялась как священная собака при буддийских монастырях, как собака для охраны (не пастьбы) стад скота, верблюдов, отар овец, а также жилища (подворья) бурят и аймаков монголов. В настоящее время собака используется как охранная и караульная, компаньон и телохранитель, в розыске людей при чрезвычайных ситуациях. Буряты и монголы часто использовали этих собак для охоты.